# Osservatorio astronomico di Castelgrande
L'osservatorio astronomico di Castelgrande è un osservatorio astronomico situato nell'omonima città di Castelgrande, in provincia di Potenza.

## Storia
L'interesse per costruirlo nacque nel 1965 e dopo molti studi alla ricerca di luogo con ridotta luminosità, venne scelto il "Toppo di Castelgrande". Nel 1973 venne costruito un osservatorio temporaneo, con la collaborazione dell'Osservatorio di Capodimonte; tra il 1989 e il 1993 la struttura è stata dotata di un telescopio riflettore del diametro di 1,56 m, tra i più grandi nella penisola. Il 24 giugno 2018 è stato accreditato al MPC con codice L28 L'osservatorio è stato riqualificato a fine degli anni dieci con attività divulgative didattiche, proposte di riqualificazione scientifica e collaborazioni internazionali come il progetto CastelGauss, finalizzato al monitoraggio dei detriti spaziali in orbita. Negli anni '20 l'attività di ricerca ha avuto rapido declino.